# Bôle
Bôle je bývalá samostatná obec v kantonu Neuchâtel na západě Švýcarska. Žije zde asi 1800 obyvatel. 
Dříve samostatná obec vytvořila k 1. lednu 2013 společně s obcemi Auvernier a Colombier novou obec Milvignes.

## Geografie
Bôle leží v nadmořské výšce 523 m, vzdušnou čarou 7 km západojihozápadně od hlavního města kantonu, Neuchâtelu. Vesnice se rozkládá na jižním svahu dolní části pohoří Jura v panoramatické poloze asi 100 metrů nad Neuchâtelským jezerem a řekou Areuse.
Území obce o rozloze 2,6 km² se rozkládá na úzkém úseku jižního svahu Jury nad Boudry, převážně východně od údolí Merdasson. Na jihu zasahuje území obce až k náhorní plošině Planeyse. Na severu se území rozprostírá na svahu až k lesnaté oblasti Bois Devant, kde se nachází nejvyšší bod Bôle ve výšce 674 m n. m. V horách se nachází i několik skalních útvarů. V roce 1997 bylo 25 % území obce pokryto zastavěnou plochou, 46 % lesy a lesními porosty, 27 % zemědělstvím a necelá 2 % neproduktivní půdou.
Sousedními obcemi byly Boudry, Rochefort a Colombier.

## Historie

Letecký pohled (1926)

V římských dobách vedla přes dnešní Bôle obchodní stezka Vy d’Etra, o osídlení však není nic známo. Nejstarším dokladem osídlení na území obce je asi 30 hrobů z merovejského období nalezených v blízkosti kostela. První písemná zmínka o obci pochází z roku 1346 pod názvem Boule. Pozdější názvy byly Bosle a Bulla.
Až do roku 1848 patřilo Bôle k panství Boudry, které bylo pod svrchovaností hrabat z Neuchâtelu. Neuchâtel byl od roku 1648 knížectvím a od roku 1707 byl spojen personální unií s Pruským královstvím. V roce 1806 bylo území postoupeno Napoleonovi a v roce 1815 se v rámci Vídeňského kongresu stalo součástí Švýcarské konfederace, přičemž pruští králové zůstali až do roku 1848 (formálně do Neuchâtelské smlouvy z roku 1857) také knížaty Neuchâtelu. Bôle se stalo samostatnou farností až v roce 1860.

## Obyvatelstvo
Z obyvatel je 90,0 % francouzsky mluvících, 3,9 % německy mluvících a 1,6 % italsky mluvících (k roku 2000). Počet obyvatel Bôle se od roku 1950 výrazně zvýšil (v roce 1950 571 obyvatel).

## Hospodářství
Až do poloviny 20. století bylo Bôle vesnicí, pro kterou bylo charakteristické především zemědělství. Pod centrem obce a v údolí Merdasson převládá vinařství. V posledních desetiletích se Bôle postupně vyvinulo v rezidenční obec. V obci se nacházejí pouze malé a střední průmyslové podniky. Mnoho pracujících proto dojíždí za prací do Neuchâtelu nebo do průmyslových zón Boudry a Colombier.

## Doprava

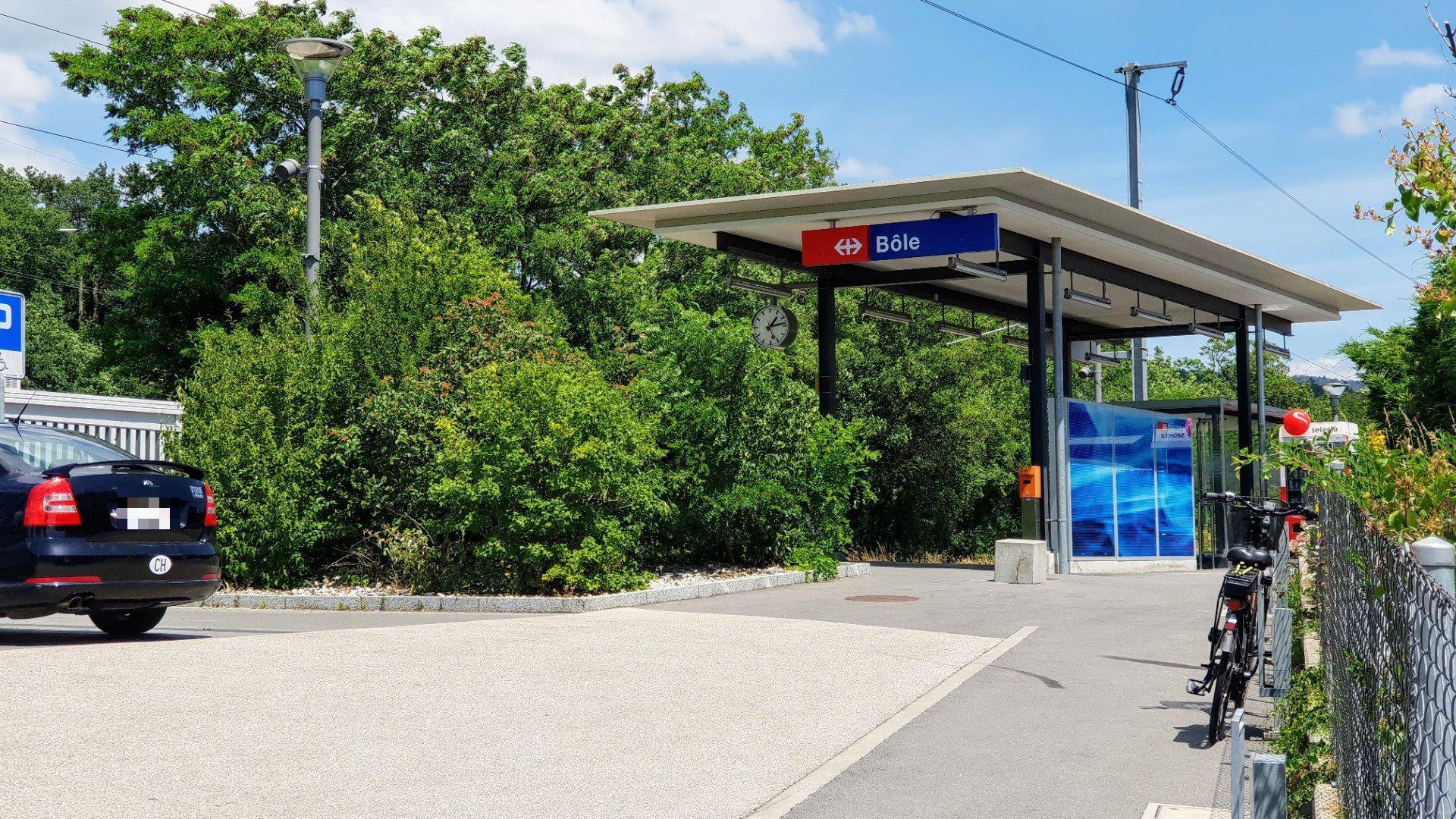
Železniční stanice

Obec má dobré dopravní spojení. Leží na kantonální silnici z Colombier do Rochefort, která dále pokračuje přes průsmyk La Tourne do údolí Vallée des Ponts. Železniční trať Yverdon – Neuchâtel byla otevřena 7. listopadu 1859; stanice Colombier na této trati se nachází na hranici obcí Colombier a Bôle. Nad centrem obce vede železniční trať Auvernier – Les Verrières, která byla otevřena 25. července 1860, ale teprve v roce 1895 byla zřízena zastávka v Bôle. Autobusová linka z Colombier přes Bôle do Rochefort zajišťuje doplňkové spoje veřejné dopravy.